# Pösnästing
Pösnästing (Eutypa lata) är en svampart som först beskrevs av Christiaan Hendrik Persoon, och fick sitt nu gällande namn av Tul. & C. Tul. 1863. Pösnästing ingår i släktet Eutypa och familjen Diatrypaceae.  Arten är reproducerande i Sverige. Inga underarter finns listade i Catalogue of Life.